# Langenes
Langenes – wieś w zachodniej Norwegii, w okręgu Sogn og Fjordane, w gminie Vågsøy. Miejscowość leży na wschodniej stronie wyspy Vågsøy, nad zatoką Sildegapet. Langenes znajduje się 4 km na północ od miejscowości Raudeberg i około 12 km na północ od centrum administracyjnego gminy – Måløy. Dojazd do Måløy możliwy jest dzięki tunelowi – Skoratunnelen. 
W pobliżu miejscowości, w odległości około 3 km znajduje się wybudowana w 1870 roku latarnia morska Skongenes.